# Molophilus (Molophilus) erectus
Molophilus (Molophilus) erectus is een tweevleugelige uit de familie steltmuggen (Limoniidae). De soort komt voor in het Neotropisch gebied.